# Effet Shapiro
Pour les articles homonymes, voir Shapiro.

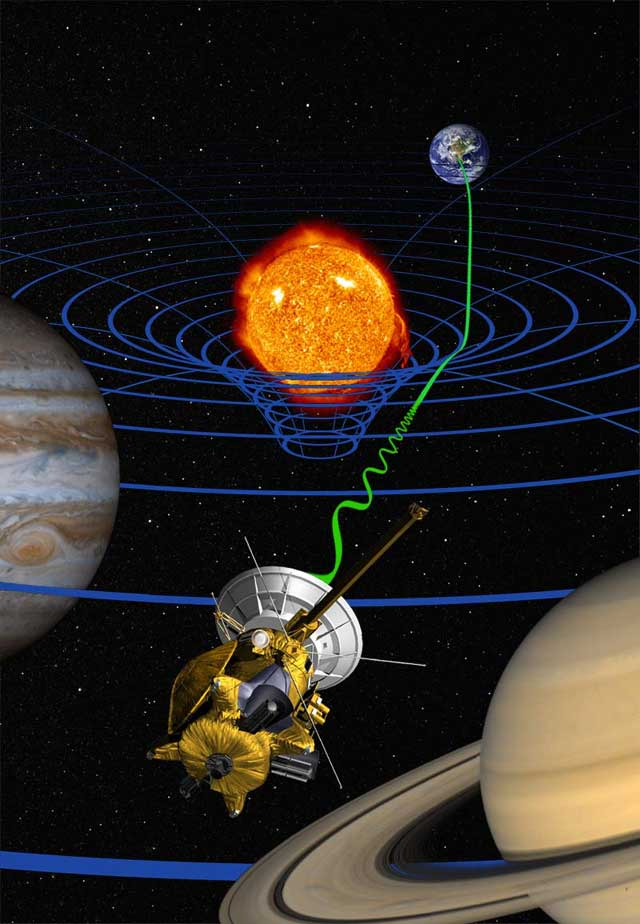
Vue d'artiste de l'expérience de mesure de l'effet Shapiro réalisée, en 2003, dans le cadre de la mission Cassini-Huygens : la trajectoire de l'onde radioélectrique (en vert) émise par la sonde Cassini est une géodésique.

L’effet Shapiro ou retard Shapiro, nommé en l'honneur de l'astrophysicien américain Irwin Ira Shapiro, aussi connu comme le retard de la lumière ou retard gravitationnel de la lumière, est un effet résultant de la relativité générale qui voit le temps d'arrivée d'un signal se propageant dans l'espace affecté par la présence de matière dans son voisinage. Cet effet est la combinaison double du fait que le signal observé ne se propage plus en ligne droite et parcourt ainsi un chemin plus grand que ce qu'il ferait en l'absence de masse dans son voisinage, et du fait que l'écoulement du temps est affecté par la présence de masse.
L'effet Shapiro est un effet élémentaire de relativité générale, mais à l'inverse des autres effets de ce type (déflexion de la lumière, précession du périastre, décalage vers le rouge gravitationnel), il n'a pas été prédit à l'époque de la découverte de la relativité générale, soit vers 1915, mais près de 50 ans plus tard, par Irwin Shapiro, en 1964.

## Définition
L'effet Shapiro est l'effet de retard de la propagation des ondes électromagnétiques dans le champ gravitationnel d'un objet massif, par rapport au temps calculé en l'absence de cet objet.

## Calcul
Dans le cas d'une métrique de Schwarzschild, le retard {\displaystyle \Delta t} pour aller d'un point {\displaystyle A} à un point {\displaystyle B} dont les coordonnées radiales sont {\displaystyle r_{A}} et {\displaystyle r_{B}} s'écrit :
{\displaystyle \Delta t\approx {\frac {2GM}{c^{3}}}\left[\ln \left({\frac {4r_{A}r_{B}}{r_{0}^{2}}}\right)-1\right]={\frac {2\mu }{c^{3}}}\left[\ln \left({\frac {4r_{A}r_{B}}{r_{0}^{2}}}\right)-1\right]={\frac {R_{s}}{c}}\left[\ln \left({\frac {4r_{A}r_{B}}{r_{0}^{2}}}\right)-1\right]}
où :
- {\displaystyle G} est la constante de Newton ;
- {\displaystyle M} est la masse de l'objet ;
- {\displaystyle c} est la vitesse de la lumière dans le vide ;
- {\displaystyle \ln } est le logarithme naturel ;
- {\displaystyle r_{0}} est la coordonnée radiale pour laquelle la trajectoire des photons est la plus proche de l'objet ;
- {\displaystyle \mu } est le paramètre gravitationnel standard associé à l'objet : {\displaystyle \mu =GM} ;
- {\displaystyle R_{s}} est le rayon de Schwarzschild associé à l'objet : {\displaystyle R_{s}={\frac {2GM}{c^{2}}}={\frac {2\mu }{c^{2}}}}.

## Mesure dans le Système solaire
L'effet Shapiro peut être mesuré dans le Système solaire, notamment par l'étude des temps d'arrivée des signaux émis par un atterrisseur posé sur une autre planète. La première réalisation précise de la mesure de l'effet Shapiro a ainsi été faite par les sondes Viking posées sur Mars. Auparavant, l'effet Shapiro avait été mis en évidence par l'étude de l'écho radar émis depuis la Terre et réfléchi sur une autre planète. Cette première méthode était relativement imprécise du fait que l'écho reçu était extrêmement faible (10−21 W pour un signal émis de 300 kW) et du fait que la surface de la planète sur laquelle se réfléchissait le signal était relativement grande. À l'inverse, les signaux émis depuis un atterrisseur sur une planète étaient nettement plus précis, mais d'un coût considérablement plus élevé car nécessitant l'envoi d'une sonde spatiale vers une planète.

## Mesure dans les pulsars binaires
Il peut également être mis en évidence dans un pulsar binaire, où l'émission pulsée extrêmement régulière d'un pulsar est modulée par l'effet Shapiro en sus bien sûr des effets de déplacement du pulsar autour de son compagnon. Dans ce cas, l'effet étant directement proportionnel à la masse du compagnon du pulsar, il permet de déterminer sous diverses conditions la masse de celui-ci. Cet effet relativiste permettant, connaissant les détails de l'orbite d'un système binaire de déterminer la masse de l'un des deux voire des deux astres le composant, fait partie des paramètres post-képlériens. L'effet Shapiro dans un pulsar binaire a pour la première fois été mis en évidence avec PSR B1913+16, en 1984, et quelques années après de façon bien plus convaincante avec PSR B1534+12.